# Élection présidentielle syrienne de 1985
L'élection présidentielle syrienne de 1985, sous forme de référendum au suffrage universel, s'est tenue en Syrie le 10 février 1985 afin de confirmer le mandat du président Hafez el-Assad.

## Système
Selon la Constitution syrienne, le Parti Baas dirige l'État, et le président doit en être un membre. Le Front national progressiste, qui est une coalition politique dirigée par le Parti Baas, désigne un candidat au parlement, le Conseil du peuple. Le candidat doit être approuvé par au moins deux tiers des membres avant de procéder à l'étape suivante qui est un référendum général dans lequel un candidat doit obtenir au moins 51 % des voix pour se présenter.
Dans les faits, l'élection est un référendum servant à confirmer le maintien du président en place pour 6 années puisqu'il est l'unique candidat.

## Résultats
| Élection présidentielle syrienne de 1985 | Élection présidentielle syrienne de 1985 | Élection présidentielle syrienne de 1985 |       |
| Candidats                                | Votes                                    | %                                        |       |
| ---------------------------------------- | ---------------------------------------- | ---------------------------------------- | ----- |
| Hafez el-Assad                           | 6 200 428                                | 99,99                                    |       |
| Contre                                   | 376                                      | 0,01                                     |       |
| Votes valides                            | 6 200 804                                | 99,98                                    | 99,98 |
| Blancs ou nuls                           | 1456                                     | 0,02                                     | 0,02  |
| Total                                    | 6 202 260                                | 100 %                                    | 100 % |